# Gioacchino Lanza Tomasi
Pour les articles homonymes, voir Tomasi.
Gioacchino Lanza Tomasi, né le 11 février 1934 à Rome, et mort le 10 mai 2023 à Palerme, est un musicologue, directeur artistique et écrivain italien, spécialiste de l'opéra. Il est également l'auteur de plusieurs ouvrages sur le patrimoine culturel de la Sicile et l'éditeur de textes consacrés à Giuseppe Tomasi di Lampedusa, l'auteur du Guépard, dont il est le fils adoptif. 
Il a reçu en 2007 la Médaille d'or du mérite des beaux-arts décernée par le ministère de l'Éducation, de la Culture et des Sports de l'Espagne.

## Biographie
Gioacchino Lanza naît à Rome en 1934. Il est le troisième enfant et le second fils de Fabrizio Lanza Branciforte di Mazzarino, comte d'Assaro, et de son épouse, née Conchita Ramirez de Villa Urrutia. Il appartient à la famille sicilienne des Lanza et Branciforte, princes de Trabia et Butera, ducs de Camastra,  d'où sont issus notamment Giuseppe Lanza, Giuseppe Cordero Lanza di Montezemolo et Lanza del Vasto.

### Palerme
Après la Seconde Guerre mondiale, la famille part s'installer à Palerme. C'est là que Gioacchino Lanza se lie d'amitié en 1953 avec son cousin éloigné, le prince Giuseppe Tomasi di Lampedusa. À cette époque, le futur auteur du Guépard fréquente le salon littéraire de Pietro Sgadari di Lo Monaco (1906-1957), critique musical au Giornale di Sicilia, qui accueille des écrivains tels que Bernard Berenson, Riccardo Bacchelli ou Italo Calvino. Il y rencontre tout un groupe de jeunes intellectuels, dont Francesco Orlando (1934-2010), auquel il donnera des cours d'anglais, et  Gioacchino Lanza accompagné de sa fiancée. Ruiné, son palais détruit par les bombardements de 1943, Tomasi vit chichement dans la capitale sicilienne tout en ironisant sur sa propre situation : « Palerme, dit-il, est la seule ville où l'on puisse trouver cinq princes mendiants. » 
Grâce à l'écrivain, Gioacchino Lanza fait la connaissance des cousins de celui-ci, la fratrie des trois  Piccolo di Calanovella (la botaniste Agata Giovanna, le peintre Casimiro, le poète Lucio) et découvre l'univers fantasque de leur villa de Capo d'Orlando. Il voit Tomasi plusieurs fois par semaine à Palerme et assiste à la genèse du Guépard en 1955-1956. Le personnage de Tancredi, le neveu bien-aimé de don Fabrizio, s'inspire partiellement de lui,.
Giuseppe Tomasi et sa femme, Alexandra von Wolff-Stomersee (1894-1982), n'ont pas d'enfant. Quand l'écrivain prend la décision d'adopter Gioacchino Lanza, c'est le père biologique du jeune homme qui se charge d'aller demander au roi Humbert, alors en exil, que lui soient transmis le patronyme et le titre de duc de Palma, tandis que l'oncle de l'écrivain, le sénateur Pietro Tomasi della Torretta (1873-1962), héritera du titre de prince de Lampedusa.
Après la mort de  Giuseppe Tomasi en 1957, Gioacchino Lanza Tomasi veille à la publication du Guépard et des autres manuscrits de son père adoptif. Il participe au tournage du film en accompagnant Luchino Visconti lors des repérages et en faisant une apparition, sous son nom, au début de la scène du bal lors de l'arrivée des invités.
Auteur de textes de présentation pour diverses éditions des œuvres de Giuseppe Tomasi, en particulier celle de la collection « I Meridiani », équivalent italien de la bibliothèque de la Pléiade, il préside le jury qui remet chaque année un prix littéraire à la mémoire de son père adoptif. Depuis de nombreuses années, il se consacre à la restauration de la demeure palermitaine de l'écrivain, le palais Lampedusa alla Marina, aujourd'hui connu sous le nom de palais Lanza Tomasi et parfois surnommé le « palais du Guépard ».

### Carrière universitaire
Sa carrière de musicologue commence dans les années 1960, quand il publie différents essais sur des compositeurs contemporains tels que Sylvano Bussotti, Henri Pousseur, Salvatore Sciarrino, Stockhausen, Kagel ou Berio, ainsi que sur les opéras de Bellini et de Verdi. À partir de 1983, il enseigne l'histoire de la musique aux universités de Palerme et de Salerne.
En même temps, Gioacchino Lanza Tomasi est critique musical dans divers journaux, parmi lesquels L'Ora (Palerme), Il Gazzettino (Venise), Il Giorno (Milan) et différentes revues allemandes et britanniques.
En tant que surintendant de la fondation du San Carlo, il s'attache à la reprise des grands classiques du répertoire tout en ouvrant l'univers de l'opéra aux tendances contemporaines. Il  travaille avec des personnalités du monde musical et artistique, dont Roberto De Simone, Arnaldo Pomodoro et Michelangelo Pistoletto.
Parallèlement, il consacre ses recherches au patrimoine culturel de la Sicile, qu'il s'agisse de ses monastères, de ses châteaux ou de ses villas, et d'une façon plus générale à l'histoire de l'art. Plusieurs de ses ouvrages sont traduits en anglais et en français.
Son œuvre est récompensée en 2007 par la Médaille d'or du mérite des beaux-arts, en Espagne, et en 2009 par le prix Ignazio Buttitta.

### Fonctions dans le monde musical
Lanza Tomasi a occupé des fonctions parmi les plus prestigieuses de la vie musicale italienne, avant comme après le scandale des rétro-commissions versées par les agents artistiques de chanteurs dans laquelle il a été mis en cause et même arrêté le 30 mai 1978. L'enquête n'a abouti, en mai 1983, qu'à quelques condamnations d'agents artistiques, les plaintes ayant été retirées par les artistes lyriques au cours de la procédure. Lanza Tomasi a été relaxé, les faits n'ayant pas été établis.
- Directeur artistique de l'Accademia Filarmonica Romana (1973-1975 et 1988-1992).
- Directeur artistique du Teatro Massimo de Palerme (1971-1975).
- Directeur artistique du Teatro dell'Opera di Roma (1976-1984).
- Conseiller musical du Teatro Comunale Vittorio Emanuele de Messine (1985-1993).
- Directeur artistique et musical du Teatro Vittorio Emanuele de Messine (1994-1995).
- Directeur artistique de l'Orchestre symphonique national de la RAI (1984-1992).
- Directeur artistique du Teatro comunale de Bologne (1992-1995).
- Directeur de l'Istituto Italiano di Cultura de New York (1996-2000).
- Surintendant de la fondation du Teatro San Carlo de Naples (2001-2006).

## Publications

### Ouvrages
- Le ville di Palermo (con una introduzione di Cesare Brandi; consulenza storica e topografica di Rosario La Duca, Il punto, Palermo 1966, trad. en anglais
- Ritratto del condottiero, Torino, 1967
- Castelli e monasteri siciliani, Palermo, 1968
- Musica e scenografia in Corrado Cagli, Roma, 1975
- Ernani di Giuseppe Verdi: guida all'opera, Mondadori, Milano, 1982
- I grandi siciliani: Tomasi di Lampedusa, Nuova editrice meridionale, Palermo, 1989
- I grandi siciliani: Vincenzo Bellini, Nuova editrice meridionale, Palermo, 1990
- Giuseppe Tomasi di Lampedusa. Una biografia per immagini, Sellerio, Palermo, 1998, trad. en anglais
- I luoghi del Gattopardo, Sellerio, Palermo 2001.
- Vincenzo Bellini, Sellerio, Palermo 2001.

### Préfaces et contributions
- Gusto del silenzio rossiniano, Bollettino del Centro rossiniano di studi, XI, 1971, pp. 73-85
- Erik Satie e la Musica del Surrealismo, in Studi sul surrealismo. Officina Edizioni, Roma 1976
- Angheli Zelapì, Demeures de Sicile, préface de Gioacchino Lanza Tomasi, photographies de Melo Minnella, Könemann, 2000